# Fața Lăpușului
Fața Lăpușului – wieś w Rumunii, w okręgu Alba, w gminie Arieșeni. W 2011 roku liczyła 124 mieszkańców.